# Wzorowy Podchorąży

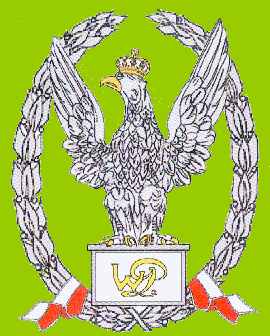
Odznaka wz. 2002

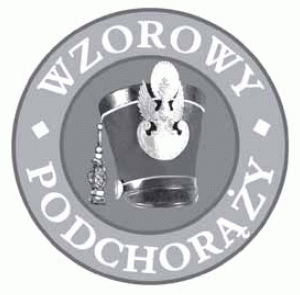
Odznaka wz. 2010 i 2022

Wzorowy Podchorąży – tytuł honorowy nadawany żołnierzowi Wojska Polskiego.
Od 2002 do 2010 roku tytuł nadawano za uzyskanie, po zakończeniu czwartego semestru studiów w akademii wojskowej lub wyższej szkole oficerskiej, średniej oceny nie niższej niż 4,51 (bez niedostatecznych ocen semestralnych) i bardzo dobre wykonywanie zadań służbowych.
Rozporządzenie Ministra Obrony Narodowej z dnia 23 czerwca 2010 r.  w sprawie wyróżniania żołnierzy, pododdziałów i oddziałów wojskowych wprowadziło nowe ustalenia w sprawie tytułu; nowe rozporządzenie dotyczące tytułu honorowego i jego odznaki wydano 24 października 2022.

## Odznaka

### Wzór 1973
Owalna tarcza, emaliowana w kolorach biało-czerwonym. Pośrodku głowa żołnierza w hełmie i napis: WZOROWY PODCHORĄŻY. Trzystopniowa: złota, srebrna i brązowa. Zaprojektował Bohdan Berg, a wykonywała Mennica Państwowa.

### Wzór 1982
Owalna tarcza, emaliowana w kolorach biało-czerwonym. Pośrodku głowa żołnierza w hełmie i napis: WZOROWY PODCHORĄŻY REZERWY. Trzystopniowa: złota, srebrna i brązowa. Zaprojektował Bohdan Berg, a wykonywała Mennica Państwowa.

### Wzór 2002
Odznakę stanowi owalny wieniec laurowy, otwarty w górnej części, o wymiarach 45 x 45 mm. Odznaka jest wykonana z metalu. Na srebrzonym wieńcu są umieszczone srebrzony i oksydowany orzeł z głowicy sztandaru jednostki wojskowej, oraz na biało emaliowana puszka z wstęgami emaliowanymi w barwach Rzeczypospolitej Polskiej. Na puszce jest umieszczony złocony monogram „WP”.

### Wzór 2010 i 2022
Odznakę stanowią dwie nałożone na siebie okrągłe tarcze, zewnętrzna o większej średnicy i wewnętrzna o mniejszej średnicy.
Na awersie – na pierścieniu, utworzonym po nałożeniu na tarczę zewnętrzną tarczy wewnętrznej, półkoliście ułożone wypukłe napisy: od góry WZOROWY, od dołu PODCHORĄŻY. Między wyrazami dwa przerywniki w formie nieregularnych rombów. Pierścień w kolorze oksydowanego srebra. Obramowanie pierścienia, litery i przerywniki polerowane na jasno. Przestrzenie między literami delikatnie groszkowane.
Na tarczy wewnętrznej wypukły kaszkiet podchorążych Szkoły Podchorążych Piechoty z 1830 r. z orłem wojsk Królestwa Polskiego. Tarcza z kaszkietem w kolorze oksydowanego srebra. Obramowanie tarczy i kaszkiet polerowane. Przestrzeń między kaszkietem a obramowaniem tarczy delikatnie groszkowana.
Na rewersie – wykonany wgłębnie (lub innym sposobem zapewniającym nieusuwalność i wyrazistość) kolejny numer odznaki łamany przez dwie cyfry oznaczające rok jej wykonania (np. 0001/22) oraz nazwa firmy lub jej znak.
Odznaka metalowa: wypukła, dwuwarstwowa, dwuczęściowa. Mocowana na gwintowany trzpień średnicy 2 mm i nakrętkę średnicy 18 mm z bokiem moletowanym. Wymiary: średnica odznaki 30 mm, średnica tarczy wewnętrznej 20 mm.
W latach 2010–2022 odznakę dla żołnierzy służby przygotowawczej umieszczano na podkładce stanowiącej okrągłą formę z usztywnionej i obrębionej tkaniny w kolorze karmazynowym. Średnica podkładki 34 mm.